# Escritório Central de Arrecadação e Distribuição
O Escritório Central de Arrecadação e Distribuição (ECAD) é um escritório privado  brasileiro responsável pela arrecadação e distribuição dos direitos autorais das músicas aos seus autores, tendo sua sede localizada no Rio de Janeiro. É uma instituição privada criada pela Lei nº5.988/73 e mantida pela Lei Federal nº 9.610/98. Em 2012 foram mais de 625 milhões de reais arrecadados pela empresa e no mesmo ano os cantores com maior rendimento foram Sorocaba (da dupla Fernando & Sorocaba), Victor Chaves (da dupla Victor & Leo), Roberto Carlos e Paula Fernandes, respectivamente.

## Associações Integrantes
A Assembleia Geral, formada pelas associações musicais, é responsável pela fixação dos preços e regras de cobrança e distribuição dos valores arrecadados. Os titulares de direitos autorais são filiados a estas associações, que por sua vez são responsáveis pelo controle e remessa ao ECAD das informações cadastrais de cada sócio e dos seus respectivos repertórios, a fim de alimentar seu banco de dados e possibilitar a distribuição dos valores arrecadados dos diversos usuários de músicas.

### Associações
- ABRAMUS - Associação Brasileira de Música e Artes
- AMAR - Associação de Músicos, Arranjadores e Regentes
- ASSIM - Associação de Intérpretes e Músicos
- SBACEM - Sociedade Brasileira de Autores, Compositores e Escritores de Música
- SICAM - Sociedade Independente de Compositores e Autores Musicais
- SOCINPRO - Sociedade Brasileira de Administração e Proteção de Direitos Intelectuais
- UBC - União Brasileira de Compositores[5]

## CPI do ECAD de 2011 e Nova Lei dos Direitos Autorais
Em junho de 2011 teve início a quarta CPI do ECAD, tendo como presidente e relator, respectivamente, os senadores Randolfe Rodrigues e Lindberg Farias, com o objetivo de investigar acusações de falta de transparência na arrecadação e distribuição de recursos, formação de cartel e abuso na cobrança de direitos autorais. Concluída em abril do ano seguinte, a CPI teve no seu relatório final a proposta de um projeto de lei, o PLS 129/12, que previa um sistema de gestão coletiva de direitos autorais, através da criação de duas entidades: o Conselho Nacional de Direitos Autorais (CNDA, que havia sido desativado em 1990) e a Secretaria Nacional de Direitos Autorais (SNDA). Além disso, o relatório sugeriu o indiciamento de 15 pessoas ligadas à entidade, sob as acusações de apropriação indébita, fraude na realização de auditoria, formação de cartel e enriquecimento ilícito.
Em julho de 2013 foi aprovado no Senado um substitutivo do PLS 129, com quatro emendas de autoria do senador Aloysio Nunes Ferreira, e tendo como relator o senador Humberto Costa. No mês seguinte o projeto foi sancionado pela presidente Dilma Rousseff, estando em vigor desde dezembro do mesmo ano como a lei 12.853/2013, também conhecida como Nova Lei dos Direitos Autorais. Através dela, o ECAD continua sendo o único arrecadador de direitos, porém, sob controle estatal através de fiscalização do Ministério da Cultura. Foi também estipulada uma redução da taxa administrativa cobrada pela entidade (passando gradativamente de 25% a 15% em até quatro anos, com o restante destinado aos artistas), e mandatos de três anos para seus dirigentes (sendo permitida apenas uma reeleição).
Como resposta, o ECAD, através de uma Ação Direta de Inconstitucionalidade (ADI 5.062) pediu junto ao Supremo Tribunal Federal a suspensão da lei, contestando que a mesma “fere princípios constitucionais, ao conceder ao Estado poder para interferir na gestão de uma atividade de direito privado.” Anteriormente, o próprio órgão havia questionado os interesses por trás da lei, levando em conta a dívida que muitas empresas de comunicação – em particular a Rede Globo – tinham com a entidade. Apesar dessa disputa, em outubro (pouco antes da ADI) ECAD e Globo haviam chegado a um acordo após um litígio de oito anos.
Em junho de 2015 foi publicado no Diário Oficial da União (DOU) o Decreto 8.469, regulamentando as novas regras previstas na Lei 12.853, além de trechos da Lei 9.610/1998 (que também trata de direitos autorais). Dentre as normas, o decreto ressalta que as novas associações que desejarem exercer a atividade de cobrança de direitos autorais deverão obter habilitação no MinC, e que os preços cobrados devem ser estabelecidos pelas associações em assembleia geral, “considerando a razoabilidade, a boa-fé e os usos do local de utilização das obras”. Além disso, as entidades deverão informar na internet seus cadastros de obras, formas de cálculo e critérios de cobrança, da mesma forma que as empresas de comunicação e estabelecimentos comerciais devem tornar públicas (na internet ou em suas sedes) as obras que executarem.

## Críticas
Em 2012 a empresa se envolveu em polêmica ao tentar cobrar de blogs por vídeos incorporados do site Youtube. Devido a repercussão negativa que chegou a ganhar a páginas da FORBES e os Trending Topics do Twitter, após o posicionamento do próprio Youtube (Google), voltou atrás.